# جورج بارنارد بيكر
جورج بارنارد بيكر هو سياسي كندي، ولد في 29 يناير 1834 في دنهام في كندا، وتوفي في 9 فبراير 1910. نشط حزبياً في حزب كندا المحافظ. وقد انتخب عضو الجمعية الوطنية في كيبك ‏ وانتخب عضو مجلس الشيوخ الكندي ‏ وانتخب عضو مجلس العموم الكندي.